# Antennenspeiseleitung

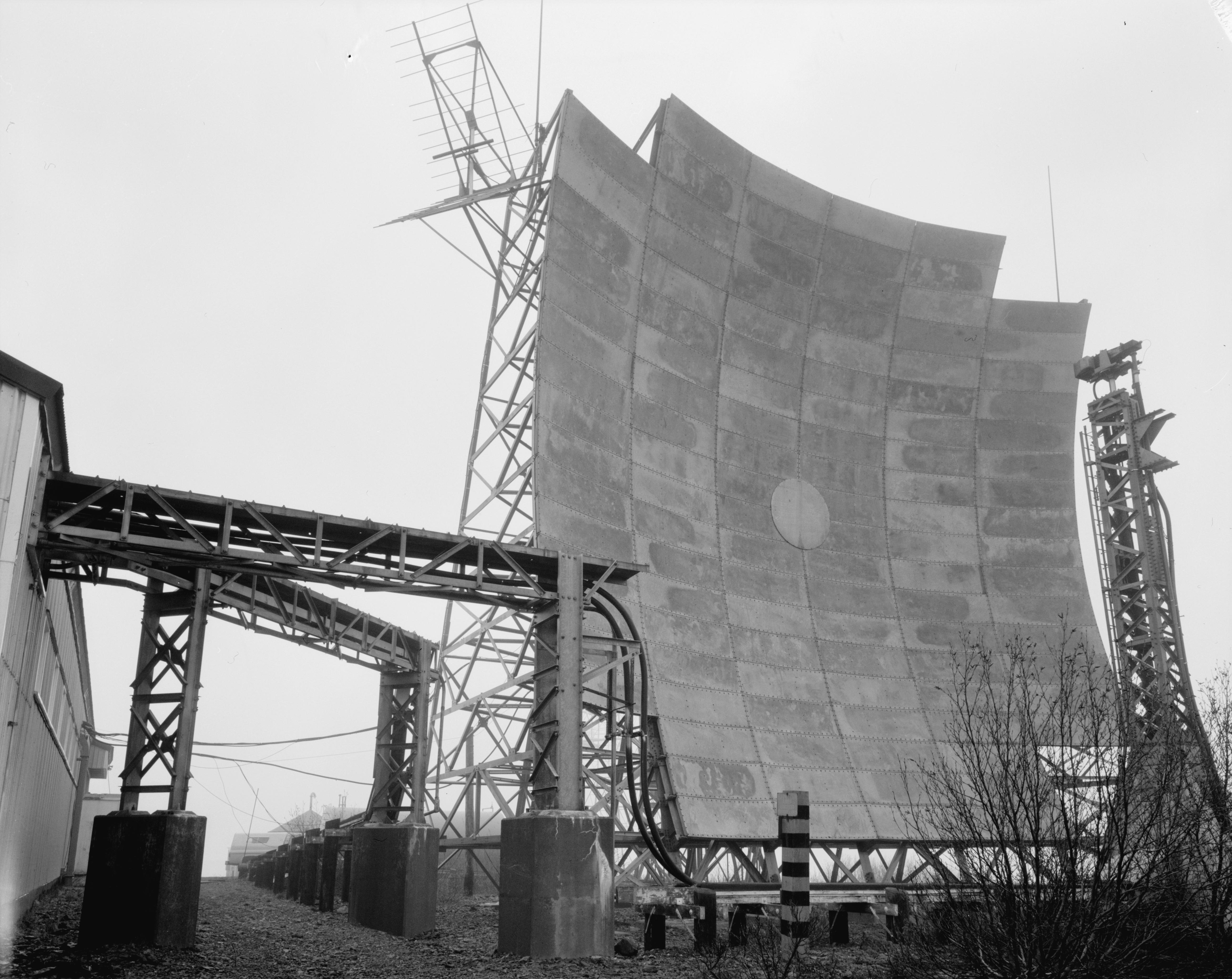
Antennenspeiseleitung (Koaxialkabel) vom Sendehaus (links) zur Troposcatter-Richtfunkantenne (rechts)

Als Antennenspeiseleitung (englisch aerial feeder line), auch Antennenspeisung (englisch aerial feeder) oder kurz Speiseleitung (englisch feeder line), bezeichnet man bei Funkstellen, Funksystemen oder Funksendern ein elektrisches Leitersystem, ausgeführt als
- Koaxialkabel
- Lecher-Leitung
- Bandleitung oder
- Reusenleitung,

jeweils mit angepasstem Leitungswellenwiderstand.
Bei größeren Anlagen bildet die Antennenspeiseleitung die elektrische Verbindung zwischen dem Sendehaus mit der Ausgangsstufe des Senders und der davon abgesetzten Antenne.
Es werden zwei Arten der Antennenspeisung unterschieden:
1. abgestimmte Speiseleitung, auch angepasste Leitung genannt, und
2. unabgestimmte Speiseleitung.

Beide Arten strahlen bei entsprechender Dimensionierung selber keine Hochfrequenzenergie ab, sondern dienen dem Energietransport zwischen Sender und Antenne.
Ein weiteres Unterscheidungsmerkmal ist die Art der Energieeinspeisung:
- Obenspeisung
- Mittelspeisung
- Fußpunktspeisung
- Mehrfachspeisung oder
- Doppelspeisung.